# Voọc quần đùi trắng
Voọc quần đùi trắng hay là voọc mông trắng (danh pháp khoa học: Trachypithecus delacouri, được đặt tên theo nhà điểu học người Mỹ gốc Pháp Jean Théodore Delacour) là một loài linh trưởng cỡ lớn thuộc họ Khỉ Cựu thế giới (Cercopithecidae), bộ Linh trưởng (Primates), đặc hữu của Việt Nam. Tại Việt Nam, voọc quần đùi trắng là loài đặc hữu quý hiếm, có tên trong "Sách Đỏ" của Việt Nam và thế giới; cần được bảo vệ. Đây là một trong năm loài linh trưởng đang bị đe dọa tuyệt chủng ở mức toàn cầu.

## Đặc điểm
Trọng lượng cơ thể 8,1 – 9 kg; chiều dài đầu và thân 0,46 - 0,665 m. Trên đỉnh đầu có mào lông màu đen, có vệt lông trắng khá rộng hai bên má kéo dài lên phía trên vành tai. Chân có bộ lông màu đen. Vùng mông có lông màu trắng kéo dài tới tận gốc đuôi và đùi; chân tay dài. Đuôi dài hơn thân, lông đuôi màu đen. Thức ăn chủ yếu là chồi cây, lá và quả cây.

## Phân bố
Voọc quần đùi trắng phân bố ở rừng già, rừng nguyên sinh trên núi đá nhiều hang động. Theo kết quả điều tra của Hội Bảo vệ Động vật Frankfurt (Đức) tại Việt Nam, voọc quần đùi trắng chỉ còn ở Việt Nam với hơn 200 cá thể, được phân bố tại 18 điểm tách biệt nhau thuộc các tỉnh Ninh Bình, Hà Nam, Hòa Bình và Thanh Hóa.
Tại Việt Nam, voọc quần đùi trắng được tập trung bảo tồn ở hai nơi: Khu bảo tồn thiên nhiên đất ngập nước Vân Long và Vườn Quốc gia Cúc Phương.

## Tình trạng bảo tồn
Theo nghiên cứu của FFI, khu vực rừng thuộc thị xã Kim Bảng có tới 13 đàn với 73 cá thể voọc mông trắng. Sau khu Vân Long ở tỉnh Ninh Bình, đây là quần thể lớn thứ hai của loài linh trưởng quý hiếm, đặc hữu của riêng Việt Nam nhưng cũng là loài bị đe dọa ở mức "cực kỳ nguy cấp" trong Danh mục đỏ quốc tế IUCN. Báo Nhân dân khẳng định: "Việc thành lập Khu bảo tồn loài và sinh cảnh voọc mông trắng là nhiệm vụ cấp bách, ngăn chặn sự tuyệt chủng của loài linh trưởng này; đồng thời gìn giữ cảnh quan thiên nhiên của Kim Bảng và các khu vực lân cận."
Cho đến tháng 4 năm 2021, tại Việt Nam, Văn phòng Chính phủ, Bộ Tài nguyên và Môi trường; Bộ Nông nghiệp và Phát triển Nông thôn đều đã có văn bản gửi tỉnh Hà Nam đề nghị các thực hiện ngay các biện pháp cấp bách để bảo tồn voọc mông trắng. Đề án thành lập khu bảo tồn voọc mông trắng tại Kim Bảng, Hà Nam đã được UBND tỉnh Hà Nam phê duyệt từ 2016, nhưng đến năm 2021 vẫn chưa được thực hiện. Đàn voọc mông trắng ở Kim Bảng đang phải sống trong môi trường ô nhiễm nghiêm trọng.